# Società elettrochimica del Toce
La Società elettrochimica del Toce è stata un'azienda italiana operante dapprima nel settore della chimica, poi in quello di intermedi per la produzione di tecnofibre.

## Storia

### Origini
Venne fondata nel 1918 a Villadossola per la produzione di carburo di calcio.
Nel 1924 passò sotto il controllo della Montecatini.
L'ossido di calcio e il carbone venivano messi in forni elettrici e portati alla temperatura di circa 2200 °C; ottenendo così il carburo di calcio (Ca C2) In epoche in cui la trasmissione di energia elettrica a grandi distanze era problematica, la localizzazione a Villadossola permetteva un proficuo utilizzo specialmente della cosiddetta "energia di sfioro" per l'eccedenza di acque dei bacini idrici della Val Formazza. La produzione del carburo avveniva per campagne, cioè nelle stagioni in cui c'era eccedenza di acque, con una sosta in inverno quando le precipitazioni erano per lo più nevose e il ghiaccio diminuiva la portata dei corsi d'acqua.

### La produzione di intermedi chimici
Il carburo di calcio e l'acetilene divennero a loro volta precursori dell'industria dell'aldeide acetica per produrre l'acido acetico, necessario per sintetizzare l'acetato di cellulosa e, tramite esso, il rayon all'acetato. La fibra "acetato" dava ai tessuti un aspetto e una "mano" molto simile a quella della seta naturale. Montecatini e la francese Rhône-Poulenc, che deteneva i relativi brevetti, strinsero degli accordi che portarono alla creazione della società Rhodiaseta con la costruzione di un grande e moderno stabilimento a Pallanza, specializzato proprio nella produzione di rayon all'acetato.
Nel frattempo la legislazione introdusse il divieto di usare la parola "seta" per indicare prodotti diversi dalla seta naturale. Rhodiaseta diventò pertanto Rhodiaceta, anche perché in francese le due espressioni hanno un suono simile. La Società elettrochimica del Toce si specializzò quindi anche per gli intermedi e per la produzione del nylon 6,6 adipato di esametilendiammina, nello stabilimento di Novara, contiguo a quello della Montecatini. A Villadossola la produzione di acetato di vinile portò allo sviluppo di collanti noti con il marchio commerciale di Vinavil.

### La fusione con la Rhodiaceta
La fusione tra la stessa Società elettrochimica del Toce e la Rhodiaceta portarono al cambio di denominazione definitivo in Rhodiatoce.